# Þórsmörk
Koordinaten: 63° 41′ 2″ N, 19° 29′ 2″ W

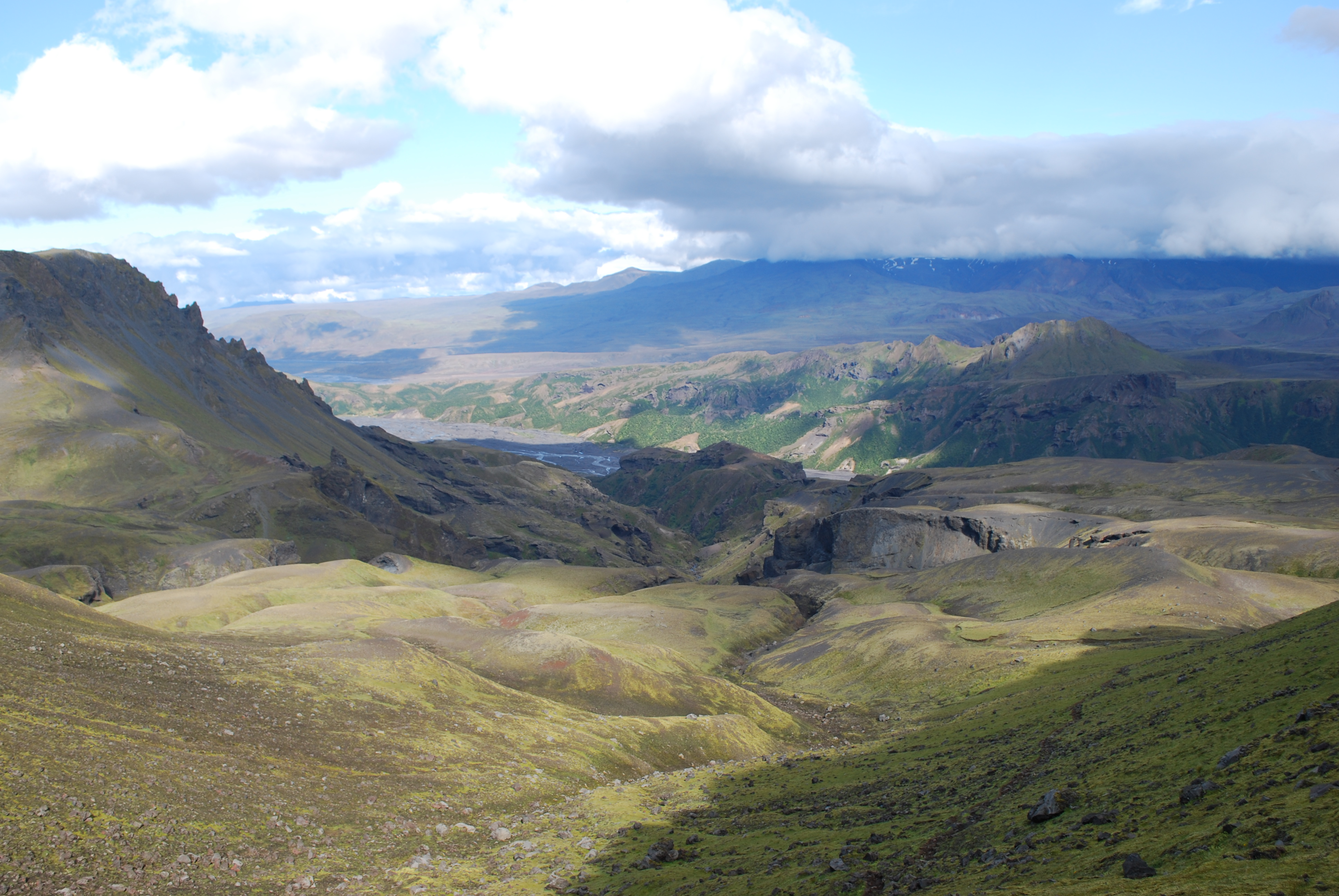
Þórsmörk

Der zerklüftete und bewaldete Bergrücken Þórsmörk (auch Thorsmörk, isl. Wald des Thor, [ˈθour̥sˌmœr̥k]) befindet sich zwischen den Gletschern Tindfjallajökull und Eyjafjallajökull im Süden von Island, auf dem Gemeindegebiet von Rangárþing eystra.

## Lage
Er liegt zwischen den Flüssen Krossá, Þröngá und Markarfljót. Der naturbelassene, weit verzweigte Gletscherfluss Krossá hat hier ein Bett zwischen die beiden Gebirgszüge gegraben. In dem geschützten Tal der Krossá und an den umgebenden Hängen gibt es eine grüne Vegetation aus Moosen, Farnen und lichtem Birkenwald.
Das Tal wird an drei Seiten von Gletschern eingeschlossen, da am oberen Talabschluss im Südosten noch der Mýrdalsjökull in den Himmel ragt. Das birgt einerseits die Gefahr von Gletscherläufen, andererseits aber bedingt es – ähnlich wie in Skaftafell – ein angenehmes Kleinklima mit mehr Sonnentagen als im restlichen Südisland.

## Name

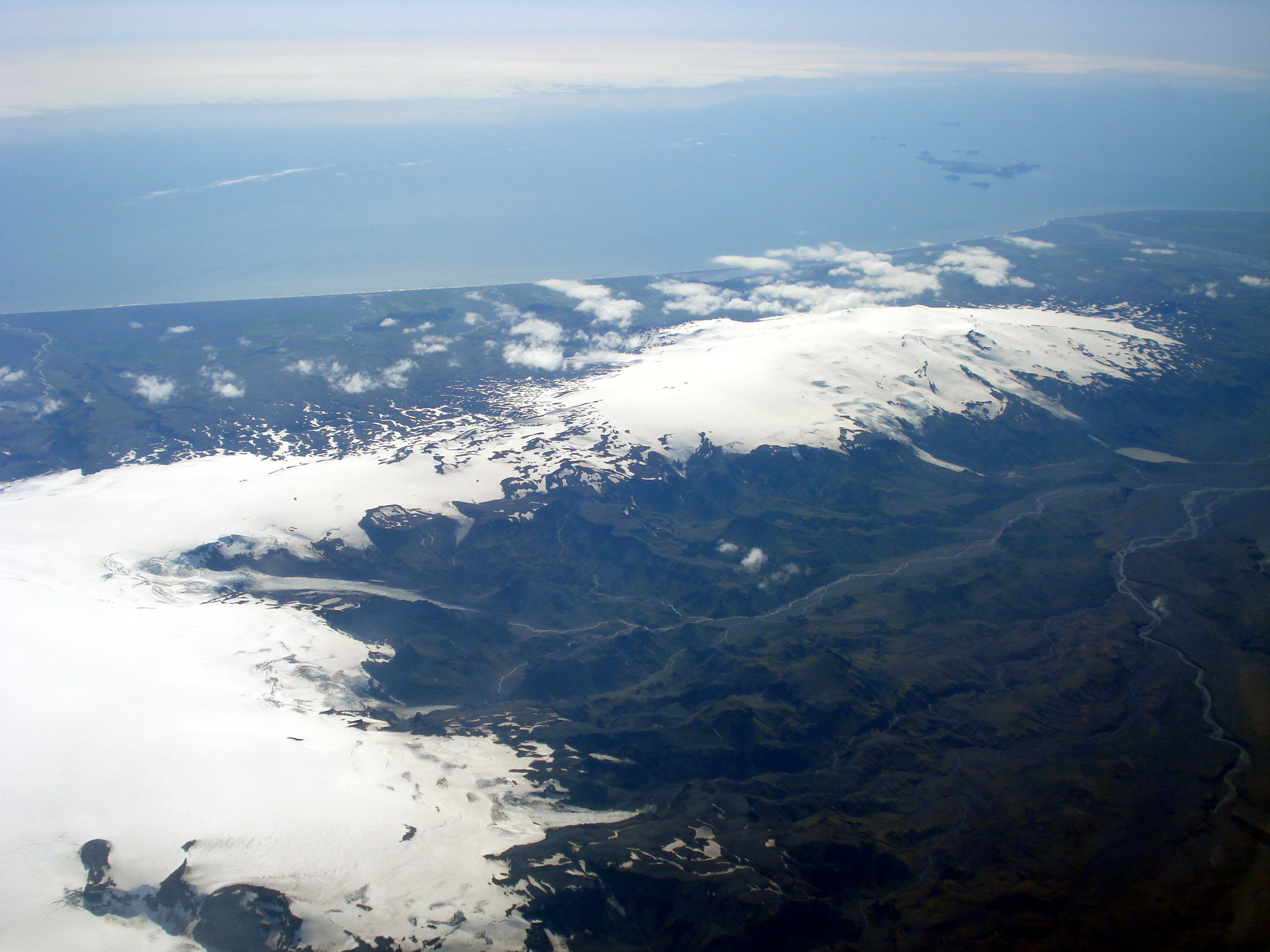
Þórsmörk aus der Luft, rechts im Vordergrund

Benannt ist die Gemarkung nach dem germanischen Gott Thor/Donar (isl. Þór). Für Island typisch gilt der Flurname nicht für das gesamte Tal, sondern den nördlich begrenzenden Höhenzug, während die Talseite südlich des Gebirgsflusses als Goðaland (Land des Goden, Land der Götter) bezeichnet wird. Aus Unwissenheit wird allerdings Þórsmörk meist als Übername für das gesamte Tal verwendet.

## Geschichte
Die ehemalige Siedlung Þórsmörk bestand ursprünglich aus drei Höfen, die inzwischen alle nicht mehr existieren. Da Erosion ein Problem darstellt, wurde 1924 ein besonders von Erosion bedrohtes Gebiet von der Beweidung ausgeschlossen und unter Naturschutz gestellt. Die Landwirtschaft in dem Gebiet war traditionell schwierig, heute bietet der Tourismus eine zusätzliche Einkommensquelle.

## Verkehr
Þórsmörk erreicht man von Hvolsvöllur her über die Ringstraße .
Direkt bei der Brücke über den Strom Markarfljót zweigt der Þórsmerkurvegur  nach Norden ab, die bis zum Weiler Stóra Mörk als teilweise unbefestigte Landstraße gepflegt wird.
Danach setzt sie sich über gut 20 km als Schotterpiste ins Tal hinein fort.
Es sind allerdings einige, besonders im hinteren Teil des Tals nicht ganz ungefährliche Furten zu überwinden.
Die Piste ist beim Gletscher Gígjökull infolge des Vulkanausbruchs 2010 durch angeschlämmte Vulkanaschen unpassierbar.
Während der Hauptreisezeit im Sommer sowie meist auch zu Ostern werden vom Busbahnhof in Reykjavík aus Bustouren nach Þórsmörk angeboten.
Der Wanderweg von Skógar nach Landmannalaugar durchquert auch Þórsmörk.

## Fremdenverkehr
Þórsmörk bietet Übernachtungsmöglichkeiten, drei Campingplätze und eine Einkaufsmöglichkeit.
Beliebt ist das Tal nicht nur bei Touristen, sondern auch bei den einheimischen Jugendlichen, die sich bis vor einigen Jahren jeweils zu Hunderten am ersten Juli-Wochenende dort trafen, um den Sommer zu feiern.
Die Gegend stellt eines der lohnendsten Ziele für Wanderer in Island dar. Es bieten sich von dort aus viele Touren an, angefangen von Berg- und Gletschertouren über Trekkingwege wie den bekannten Laugavegur bis hin zu kleinen Wanderungen wie etwa in die Schlucht Stakkholtsgjá mit ihrem Wasserfall.
Der Ferðafélag Íslands unterhält im Langidalur eine Hütte mit 73 Plätzen auf etwa 200 m Höhe über dem Meeresspiegel.

## Impressionen

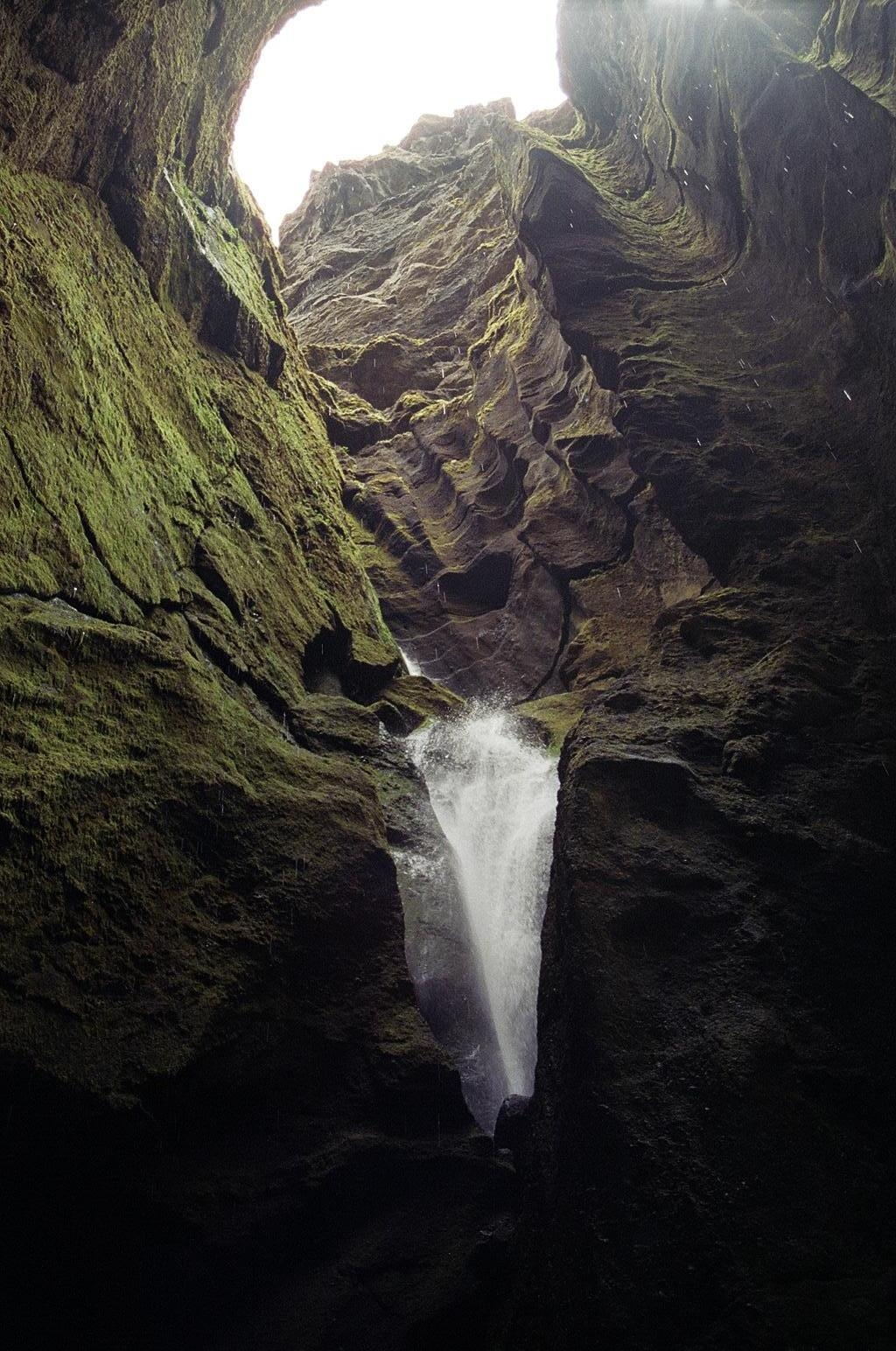
Stakkholtsgjá
Þórsmörk
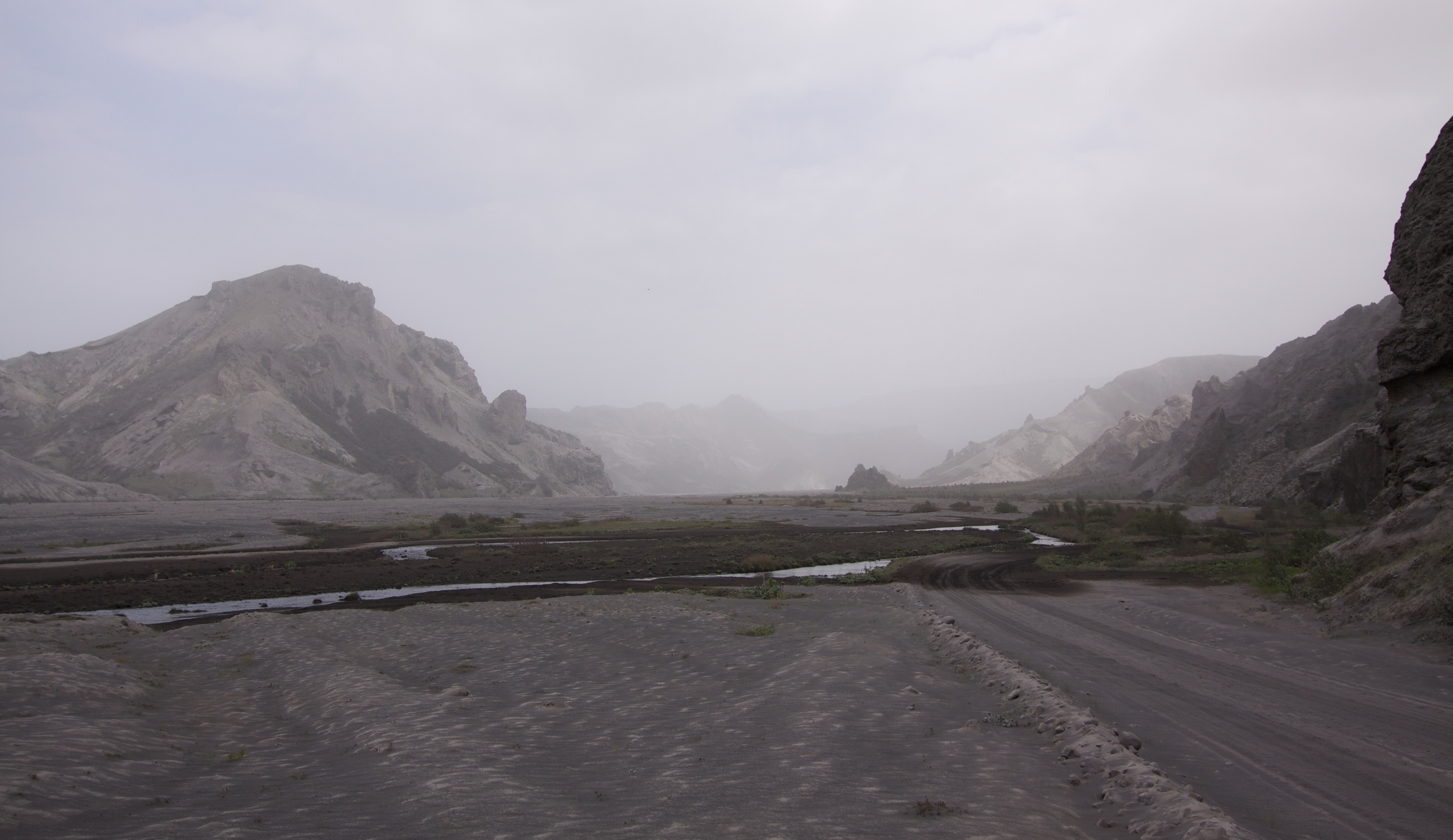
Þórsmörk im Juni 2010 nach dem Ausbruch des Eyjafjallajökull
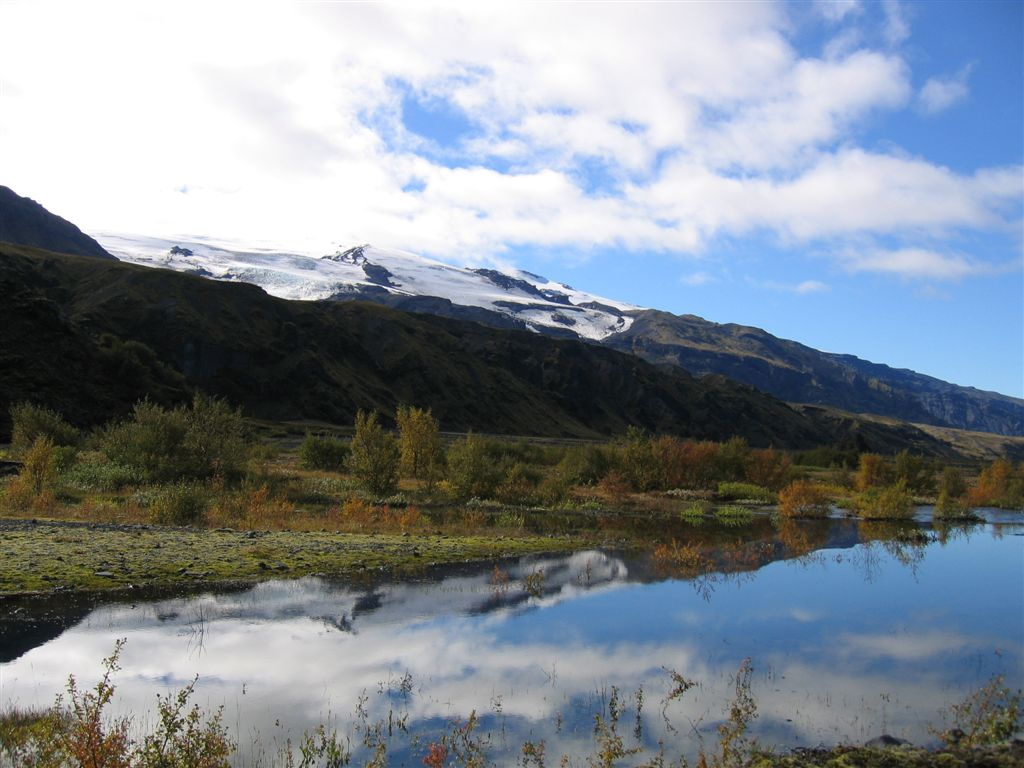
Wäldchen bei Þórsmörk